# Order Zasługi (Portugalia)
Order Zasługi (port. Ordem do Mérito) – portugalskie odznaczenie państwowe ustanowione w 1976, nadawane osobom oraz instytucjom za wybitne dokonania lub zasługi w zakresie działalności publicznej lub prywatnej.

## Historia i zasady nadawania
Order został ustanowiony w 1976 „z przeznaczeniem nagradzania doniosłych zasług lub czynów dokonanych w ramach sprawowania jakichkolwiek funkcji – publicznych lub prywatnych, będących przejawem bezinteresownego działania na rzecz społeczeństwa”. Odznaczenie zastąpiło Order Życzliwości (port. Ordem de Benemerência), powołany 30 stycznia 1929 przez prezydenta António Carmonę i przyznawany do 1976. Równocześnie został ustanowiony Order Edukacji Publicznej (port. Ordem da Instrução Pública). Oba odznaczenia powstały w wyniku reformy Ordem da Instrução e da Benemerência, powołanego w kwietniu 1927.
Ordem do Mérito jest przyznawany zarówno obywatelom Republiki Portugalskiej, jak i cudzoziemcom.
Według oficjalnej klasyfikacji portugalskich odznaczeń państwowych Order Zasługi – wraz z m.in. z Orderem Edukacji Publicznej – należy do kategorii „Orderów zasług cywilnych” (port. Ordens de Mérito Civil).

## Stopnie orderu
Ordem do Mérito dzieli się na pięć klas:
- Krzyż Wielki (Grã-Cruz)
- Wielki Oficer (Grande-Oficial)
- Komandor (Comendador)
- Oficer (Oficial)
- Medal (Medalha)

Dodatkową klasę stanowi stopień: „Członek honorowy” (Membro Honorário), który występuje w wypadku przyznania orderu instytucji.

## Insygnia
Odznaką orderu jest krzyż maltański o obustronnie emaliowanych na niebiesko ramionach w  obramowaniu srebrnym (w wypadku medalu) lub złotym (pozostałe klasy). Na środku awersu krzyża jest umieszczony okrągły, emaliowany medalion, w którego centrum znajduje się pięciopromienna gwiazda nałożona na niebieskie koło. Gwiazdę otacza biały pierścień z inskrypcją: „BEM MERCER”. Na rewersie medalionu widnieje – na złotym lub srebrnym polu – emaliowany herb Portugalii, który okala niebieski pierścień z napisem: „República Portuguesa”. Odznaka jest zawieszona na wieńcu laurowym, uwidocznionym na awersie. Metalowe elementy odznaki orderu klasy oficerskiej i wyższych są pozłacane, zaś wszystkie napisy – złożone wersalikami.
Do orderu przynależy – w trzech najwyższych klasach – gwiazda orderowa w kształcie krzyża maltańskiego, wykonana ze srebra (w I i II klasie z pozłacanego srebra). To jednostronne insygnium jest odwzorowaniem krzyża odznaki, nieznacznie powiększonym. Różni się od niej ponadto okalającym medalion złotym, zewnętrznym pierścieniem z grawerunkiem liści laurowych.
Na wstążkach orderu znajdują się trzy równej szerokości, pionowe pasy o barwach: czarny, żółtozłoty, czarny. Wstążka klasy oficerskiej odznaczenia jest uzupełniona rozetką oraz klamrą, która zdobi również wstążkę medalu. Natomiast wstążka medalu przeznaczonego dla kobiet jest uformowana w podwójną kokardę.